# Ernesto Chaparro
Pour les articles homonymes, voir Chaparro.
Ernesto Chaparro Esquivel (né au Chili le 4 janvier 1901 et mort le 10 juillet 1957) était un footballeur international professionnel chilien. 

## Biographie
Il a joué défenseur pour le club chilien de Colo-Colo. 
Avec l'équipe du Chili de football, il fait partie des 19 joueurs chiliens sélectionnés par le Hongrois György Orth avec qui il dispute la Coupe du monde de football 1930 en Uruguay. Le Chili finit 2e du groupe A derrière l'Argentine, mais devant la France et le Mexique, mais cela ne suffit pas à les qualifier pour les demi-finales.